# Poliarnye Zori
Poliarnye Zori (ruso: Поля́рные Зо́ри) es una ciudad rusa de la óblast de Múrmansk. Dentro de la óblast, forma una unidad administrativa que no pertenece a ninguno de sus distritos o raiones, y que posee autogobierno local bajo la forma jurídica de ókrug municipal.
En 2019, la ciudad tenía una población de 14 389 habitantes. Su territorio, con una población total de 16 611 habitantes, incluye como pedanías las localidades rurales de Afrikanda y Zashéyek.
La localidad fue fundada en 1967, dentro del territorio de la ciudad de Apatity, como un asentamiento para los constructores de la central nuclear de Kola. Adoptó el estatus de asentamiento de tipo urbano en 1973. En 1991 se separó de Apatity y fue declarada ciudad directamente subordinada a la óblast.
Se ubica en la orilla meridional del lago Ímandra, en el lugar en el que sale del lago el río Niva, unos 150 km al sur de la capital regional Múrmansk sobre la carretera E105 que lleva a San Petersburgo. En su territorio se ubica la central nuclear de Kola.